# België op het Eurovisiesongfestival 1991
Euro-Clouseau was de Belgische preselectie voor het Eurovisiesongfestival 1991, dat gehouden zou worden in de Italiaanse hoofdstad Rome.
Het succes van Clouseau was dermate groot in Vlaanderen en Nederland dat men de tijd rijp achtte voor een internationale doorbraak. Bovendien wilde de BRTN erg ambitieus aan de start komen op het Eurovisiesongfestival. Aan de Reyerslaan werd gedroomd van een tweede Belgische Songfestivaloverwinning, dus was enkel de beste groep goed genoeg om naar Rome te sturen. Clouseau werd daarom rechtstreeks aangeduid om de Belgische kleuren te verdedigen. Het nummer werd in de thema-uitzending Euro-Clouseau, die op 9 maart vanuit het Casino Kursaal in Oostende werd gepresenteerd door Jessie De Caluwé, bekendgemaakt. Maar enkele dagen voordien verscheen de titel van het nummer al uitgebreid in de pers.
Clouseau ontgoochelde in Rome. De groep kwam niet verder dan de zestiende plaats. Geef het op kreeg slechts 23 punten.

## Uitslag
| Plaats | Artiest  | Lied              |
| ------ | -------- | ----------------- |
| 1      | Clouseau | Geef het op       |
| 2      | Clouseau | Hilda             |
| 2      | Clouseau | Ik kan zonder jou |

## In Rome
België trad op als 18de deelnemer van de avond, na Duitsland en voor Spanje. Aan het einde van de avond stond België op de zestiende plaats met 23 punten. 
Nederland nam niet deel in 1991.

### Gekregen punten

#### Finale
| 12 punten            | 10 punten | 8 punten                        | 7 punten                       | 6 punten |
| -------------------- | --------- | ------------------------------- | ------------------------------ | -------- |
|                      |           |                                 |                                |          |
| 5 punten             | 4 punten  | 3 punten                        | 2 punten                       | 1 punt   |
| - Frankrijk - Italië |           | - Finland - Oostenrijk - Spanje | - Verenigd Koninkrijk - Zweden |          |

### Punten gegeven door België

#### Finale
Punten gegeven in de finale:
| 12 punten | Zwitserland         |
| 10 punten | Zweden              |
| 8 punten  | Israël              |
| 7 punten  | Frankrijk           |
| 6 punten  | Spanje              |
| 5 punten  | Ierland             |
| 4 punten  | Malta               |
| 3 punten  | Verenigd Koninkrijk |
| 2 punten  | Luxemburg           |
| 1 punt    | Griekenland         |

1956 · 1957 · 1958 · 1959 · 1960 · 1961 · 1962 · 1963 · 1964 · 1965 · 1966 · 1967 · 1968 · 1969 · 1970 · 1971 · 1972 · 1973 · 1974· 1975 · 1976 · 1977 · 1978 · 1979 · 1980 · 1981 · 1982 · 1983 · 1984 · 1985 · 1986 · 1987 · 1988 · 1989 · 1990 · 1991 · 1992 · 1993 · 1994 · 1995 · 1996 · 1997 · 1998 · 1999 · 2000 · 2001 · 2002 · 2003 · 2004 · 2005 · 2006 · 2007 · 2008 · 2009 · 2010 · 2011 · 2012 · 2013 · 2014 · 2015 · 2016 · 2017 · 2018 · 2019 · 2020 · 2021 · 2022 · 2023 · 2024 · 2025